# Missão Evangélica Caiuá
A Missão Evangélica Caiuá é uma entidade das Presbiteriana do Brasil (IPB), Presbiteriana Independente do Brasil (IPI) e Igreja Indígena Presbiteriana do Brasil (IIPB). Realiza trabalhos assistenciais nas tribos indígenas do país, com vistas a melhor qualidade de vida. Atua junto aos grupos
indígenas Kaiuás, Guaranis, Xavantes e Kadwéus, em diversos Estados do Brasil e do Paraguai.
A entidade, em parceria com as igrejas, é responsável pela realização de relevantes trabalhos assistenciais nas tribos indígenas do país.  É reconhecida como utilidade pública municipal, estadual e federal.
Com sede na cidade de Dourados, MS e sob a liderança do diretor Rev. Benedito Troques, e do secretário executivo Rev. Benjamim Benedito Bernardes, a missão, criada em 1928 pelo missionário Albert Maxwell, tem por objetivo apoiar o índio holisticamente e habilitá-lo para a vida autóctone, procurando preservar a identidade e os costumes da aldeia. E para isso oferece educação bilíngüe – língua nativa e português, desde o ensino fundamental até o médio.
A entidade desenvolve também trabalho constante na área da saúde e mantém, através de convênio com o SUS (Sistema Único de Saúde), um hospital para atendimento exclusivo ao índio – Hospital e Maternidade Porta da Esperança, fundado em março de 1963, e a Unidade de Tuberculose, que teve início em março de 1980, além de uma pediatria que faz parte do Projeto Fome
Zero, para tratar de crianças desnutridas. Assiste também a saúde da população
indígena em diversos Estados através de um convênio com a SESAI (Secretaria Especial de Saúde Indígena), órgão pertencente ao Ministério da Saúde.
A entidade ainda apoia o Instituto Bíblico para a formação holística, com o intuito de que o próprio índio cumpra a missão entre o seu povo, coordenando bases avançadas em diversas regiões, com escolas, templos e pequenos postos de saúde.